# Serrières-en-Chautagne
Serrières-en-Chautagne ist eine französische Gemeinde mit 1161 Einwohnern (Stand 1. Januar 2022) im Département Savoie in der Region Auvergne-Rhône-Alpes. Sie gehört zum Arrondissement Chambéry und ist Mitglied im Gemeindeverband Communauté d’agglomération Grand Lac. Die Bewohner werden Serrièrois und Serrièroises genannt.

## Geographie
Serrières-en-Chautagne liegt auf 267 m, in der Nähe von Seyssel, etwa 35 Kilometer nördlich der Präfektur Chambéry und 22 Kilometer westlich der Stadt Annecy (Luftlinie). Das Dorf erstreckt sich in der Chautagne, am östlichen Rand des breiten Rhonetals, am Westfuß der Montagne du Gros Foug.
Die Fläche des 16,04 km² großen Gemeindegebiets umfasst einen Abschnitt des Rhonetals. Die Rhone fließt hier in einem breiten Tal von Norden nach Süden, flankiert im Westen von der Jurakette des Grand Colombier, im Osten von der Kette der Montagne du Gros Foug. Die westliche Grenze verläuft im Bereich der Rhone, die bei Motz durch ein Wehr aufgestaut ist. Deshalb wird ihr Wasser auf einen Kanal und auf ein breites Altwasserflussbett aufgeteilt. Vom Flusslauf erstreckt sich das Gemeindeareal ostwärts auf die rund 2 km breite, flache Talaue. Das ehemals sumpfige Gebiet (Marais de Chautagne) ist heute teilweise drainiert und von einem ausgedehnten Wald bestanden, der eine reiche Flora und Fauna aufweist. Über den zunächst sanft, später steil ansteigenden Hang von  Serrières reicht der Gemeindeboden bis auf den dicht bewaldeten Kamm der Montagne du Gros Foug. Hier wird mit 1057 m die höchste Erhebung von Serrières-en-Chautagne erreicht.
Zu Serrières-en-Chautagne gehören neben dem eigentlichen Ortskern auch mehrere Weilersiedlungen und Gehöfte, darunter:
- Mathy (260 m) am östlichen Rand des Rhonetals
- La Chêtraz (260 m) am östlichen Rand des Rhonetals
- Chez Mottet (480 m) am Westhang der Montagne du Gros Foug
- Chevignay (440 m) am Westhang der Montagne du Gros Foug
- Vovray (550 m) am Westhang der Montagne du Gros Foug

Nachbargemeinden von Serrières-en-Chautagne sind Motz im Norden, Lornay und Moye im Osten, Ruffieux im Süden sowie Culoz-Béon und Anglefort im Westen.

## Geschichte
Das Gemeindegebiet von Serrières war bereits während der Römerzeit besiedelt. Aus dieser Zeit stammt ein Damm entlang der Rhone. Der Ortsname geht auf das lateinische Wort serra zurück, das unter anderem Verschluss bedeutet, womit vermutlich der Schutzdamm an der Rhone gemeint ist. Erstmals erwähnt wird das Dorf im Jahre 1198 unter dem Namen Serreries. Die Schreibweise entwickelte sich im Lauf der Zeit zum heutigen Serrières (von 1510 ist Parrochia Serriarum überliefert). Erst 1898 erhielt die Gemeinde den Namenszusatz en-Chautagne, um Verwechslungen mit anderen Ortschaften gleichen Namens zu vermeiden. Das Gebiet von Serrières gehörte im 13. Jahrhundert den Herren von Chautagne, danach der Familie Montluel.

## Sehenswürdigkeiten
Die Pfarrkirche Saint-Maurice wurde im 13. Jahrhundert erbaut und zeigt eine Mischung der Stilrichtungen von Romanik und Frühgotik. Der Glockenturm wurde während der Französischen Revolution zerstört und im 19. Jahrhundert wieder aufgebaut.
In der Umgebung von Serrières-en-Chautagne befinden sich mehrere Schlösser. Am südlichen Ortseingang steht das Château Denys, Wahrzeichen des Dorfes, das aus dem 15. Jahrhundert stammt. 1749 wurde das Château Dorlier erbaut. Das Château de Rossignol, auch Château de Fortis genannt, geht auf das 17. Jahrhundert zurück und wurde im 19. Jahrhundert umgestaltet. Das Château Lapeyrouse stammt aus dem frühen 20. Jahrhundert; es wurde an der Stelle eines mittelalterlichen Schlosses errichtet.

## Bevölkerung
| Jahr                       | 1962 | 1968 | 1975 | 1982 | 1990 | 1999 | 2006 | 2011 | 2020 |
| Einwohner                  | 566  | 530  | 512  | 580  | 737  | 793  | 922  | 1153 | 1166 |
| Quellen: Cassini und INSEE |      |      |      |      |      |      |      |      |      |

Mit 1161 Einwohnern (Stand 1. Januar 2022) gehört Serrières-en-Chautagne zu den kleineren Gemeinden des Département Savoie. Nachdem die Einwohnerzahl in der ersten Hälfte des 20. Jahrhunderts rückläufig war, wurde seit Mitte der 1970er Jahre wieder eine deutliche Bevölkerungszunahme verzeichnet.

## Wirtschaft und Infrastruktur
Serrières-en-Chautagne war bis weit ins 20. Jahrhundert hinein ein vorwiegend durch die Landwirtschaft geprägtes Dorf. Von Bedeutung ist insbesondere der Weinbau an den Hängen um Serrières-en-Chautagne. Die Gemeinde liegt in der Weinbauregion Savoie. Weißweine aus der Rebsorte Altesse (lokal Roussette genannt) dürfen unter der geschützten Herkunftsbezeichnung Roussette de Savoie vermarktet werden. Für Weißweine anderer Rebsorten sowie Rotweine gilt die AOC Vin de Savoie.
Daneben gibt es heute verschiedene Betriebe des lokalen Kleingewerbes. Mittlerweile hat sich das Dorf auch zu einer Wohngemeinde entwickelt. Viele Erwerbstätige sind Wegpendler, die in den größeren Ortschaften der Umgebung ihrer Arbeit nachgehen.
Die Ortschaft ist verkehrsmäßig recht gut erschlossen. Sie liegt an der Departementsstraße D991, die von Aix-les-Bains nach Seyssel führt. Der nächste Anschluss an die Autobahn A41 befindet sich in einer Entfernung von rund 24 Kilometern.

### Bildung
In Serrières-en-Chautagne befindet sich eine öffentliche Vor- und Grundschule (école élémentaire).